# Phanaeus palliatus
Phanaeus palliatus là một loài bọ cánh cứng trong họ Bọ hung (Scarabaeidae).